# Isabel Martin
Isabel Martín Martín (Valladolid, España, 1 de mayo de 1999) es una ciclista profesional española. Compitió en el equipo continental femenino UCI Río Miera-Cantabria Deporte y en 2023 es la nueva integrante del club leonés Eneicat-RBH Global.

## Biografía
Isabel Martín comenzó en la Escuela de Ciclismo de Arroyo de la Encomienda pasando por todas las categorías de los 9 a los 12 años. En Castilla y León no había equipos femeninos de cadetes por lo que se fue a otros equipos de España hasta llegar la categoría absoluta.
En 2017 con 18 años estaba en la categoría más alta, la Sub-23 Élite, y se centró en pedalear con equipos profesionales.

## Premios y reconocimientos[5]
2023
- 29/01/2023 - Women Cycling Pro Costa De Almería2021

- 13/05/2021 - Emakumeen Nafarroako Women's Elite Classics
- 14/05/2021 - Navarra Women's Elite Classics
- 10/09/2021 - Campeonato de Europa - Ruta - U2

2020
- 30/09/2020 - La Flèche Wallonne Féminine
- 18/10/2020 - Ronde van Vlaanderen / Tour des Flandres

### Resultados
| Campeonato de España - Ruta femenino               | 11 | 25/06/2022 | 12 | 19/06/2021 | 14 | 22/08/2020 | 23 | 23/06/2018 |
| Campeonato de España - Contrarreloj femenino       | 9  | 24/06/2022 | 4  | 18/06/2021 | 11 | 21/08/2020 | 24 | 22/06/2018 |
| Campeonato de España - Contrarreloj - U23 femenino | 6  | 28/06/2019 |    |            |    |            |    |            |